# الاتحاد اللبناني لكرة اليد
الاتحاد اللبناني لكرة اليد هو الهيئة الرسمية المسؤولة عن لعبة كرة اليد في الجمهورية اللبنانية، وعن منتخب لبنان لكرة اليد.

## تاريخ ونشأة الاتحاد
في شهر اذار (مارس) من عام  1967 تقدم كل من حسن عبد الجواد وشحادة قاصوف وهنري يبرودي وفضل الخليل ووفيق الطويل بطلب الترخيص للاتحاد اللبناني في كرة اليد، وقد صدر العلم والخبر في 28 تشرين الأول 1967 تحت رقم 526/ا.د بعدما أصبح عدد الجمعيات المرخصة لممارسة اللعبة اربع جمعيات حسب القانون وهي:
- الرابطة الثقافية في صيدا.
- الفداء صيدا.
- الأمير البوشرية.
- الوفاء الغبيري.

أول فريق لبناني لكرة اليد في لبنان كان من طلاب مدرسة التربية البدنية وخريجيها، وأول مباراة لهم كان مع فريق الغوطة الدمشقي السوري يوم الجمعة 9/6/1961 في المدينة الرياضية ببيروت وفاز فريق لبنان بنتيجة 28/18.
انضم الاتحاد إلي اللجنة الأولمبية الللبنانية في العام 1968 وإلى الاتحاد الدولي لكرة اليد عام 1969.

## الرؤساء
- حسن عبد الجواد - رئيس الاتحاد الرياضي العربي عام 1956
- سامي كنج - رئيس الاتحاد اللبناني لكرة اليد - 1983
- عبد الله عاشور - منذ العام 1995 حتى 2020[1]

## المنتخبات
منتخب لبنان لكرة اليد - رجال
منتخب لبنان لكرة اليد - سيدات

## البطولات
- بطولة لبنان لكرة اليد
- كأس لبنان لكرة اليد
- بطولة لبنان للناشئين لكرة اليد[1]

## الانجازات

### منتخب الرجال[2]
بطولة آسيا لكرة اليد - رجال
| عام  | مركز لبنان    | البلد المضيف |
| ---- | ------------- | ------------ |
| 2008 | المركز العاشر | إيران        |
| 2010 | المركز الثامن | لبنان        |
| 2016 | المركز العاشر | البحرين      |

كما شارك منتخب لبنان لكرة اليد في دورة الألعاب الآسيوية في قطر مرة واحدة في العام 2006 وحقق فيها المركز التاسع.